# 凸版美林財經印刷
凸版美林財經印刷有限公司（英語：Toppan Merrill Limited），前身為「快捷財經印刷有限公司」，於1987年創立。主要業務為在香港、中國、新加坡、英國、美國，以及日本從事財經印刷產品。
凸版美林財經印刷目前為凸版利豐雅高有限公司 (Toppan Leefung Pte. Ltd.) 旗下的子公司，總公司為位於日本東京，年銷售額約140億美元的凸版印刷集團 。
凸版美林財經印刷前身成立於1987年，原名為「快捷植字排版有限公司」，後更名為「快捷財經印刷有限公司」。
2002年5月8日，新加坡國家印刷集團以3400万港元（约770万新元）對香港快捷财经印刷有限公司進行收購，並將英文名稱更名為SNP VITE LIMITED。
2008年6月10日，被於日本東京上市的凸版印刷以85亿日元，用股票公开方式進行全數收购，公司名稱更名為凸版快捷財經印刷有限公司。
2017年3月，收購美通社旗下的Vintage。Vintage是一家提供全方位监管合规和股东通信服务的供应商，业务涉及包括资本市场、企业和机构基金在内的三大领域。Vintage成立于2002年，后于2007年被美通社收购。
2018年8月1日，凸版快捷財經印刷的母公司凸版利豐雅高印刷集團策略收購Merrill Communication的資本市場與合規業務。Merrill的資本市場交易與監管合規業務將成被納入凸版快捷財經印刷的全球財經印刷、通訊和技術業務。
2019年1月推出「凸版美林 (Toppan Merrill)」品牌，並再次更名為凸版美林財經印刷有限公司 

## 連結
- Toppan Merrill（页面存档备份，存于）（英文）（中文）